# 占冠パーキングエリア
占冠パーキングエリア（しむかっぷパーキングエリア）は、北海道勇払郡占冠村字占冠にある道東自動車道のパーキングエリアである。
売店施設は設置されていないが、期間限定で特設ブースが設置されることがある。2019年は4月から11月の間設置された。2024年現在、上下線にそれぞれ設置されているパーキングエリアを移転し、上下線の両方から使えるように駐車スペースには上り線と下り線間にボラードを設置することで集約し、エリア中央に近接する北海道道136号夕張新得線からも入場可能な商業施設を設ける計画がある。

## 歴史
- 2011年（平成23年）9月7日  - 供用開始。

## 施設

### 上り線（千歳恵庭方面）
- 管理：東日本高速道路
- 駐車場[3]
  - 大型：9台
  - 小型：22台
  - 身障者用
    - 小型：1台
- トイレ[3]
  - 男性：大2（和式1・洋式1）・小4※オストメイト対応トイレ有[4]
  - 女性：8（和式2・洋式6）※オストメイト対応トイレ有[4]
    - 同伴の男児用：1

  - 身障者用
    - 共用：1
- パウダーコーナー[3]
- 自動販売機（24時間）[3]
- ハイウェイ情報ターミナル
- 給電スタンド[5]

### 下り線（帯広方面）
- 管理：東日本高速道路
- 駐車場[6]
  - 大型：9台
  - 小型：22台
  - 身障者用
    - 小型：1台
- トイレ[6]
  - 男性：大2（和式1・洋式1）・小4※オストメイト対応トイレ有[4]
  - 女性：8（和式2・洋式6）※オストメイト対応トイレ有[4]
    - 同伴の男児用：1

  - 身障者用
    - 共用：1
- パウダーコーナー[6]
- 自動販売機（24時間）[6]
- ハイウェイ情報ターミナル
- 給電スタンド[5]

## 隣
E38 道東自動車道
(5) 占冠IC - 占冠PA - (6) トマムIC